# Una vita lunga un giorno
Pour plus de détails, voir Fiche technique et Distribution.
Una vita lunga un giorno est un giallo italien réalisé par Ferdinando Baldi et sorti en 1973.

## Synopsis
Un homme tombe amoureux d'une jeune femme et se met en danger pour réunir les fonds nécessaires à son traitement médical.

## Fiche technique
- Titre original italien : Una vita lunga un giorno[1],[2],[3]
- Réalisation : Ferdinando Baldi (sous le nom de « Sam Livingstone »)
- Scenario : Ferdinando Baldi (sous le nom de « Sam Livingstone »)
- Photographie :	Aiace Parolin (it)
- Montage : Eugenio Alabiso
- Musique : Franco Reitano (it), Mino Reitano
- Décors : Claudio Cinini (it)
- Costumes : Lucia Diolosa
- Production : Manolo Bolognini
- Société de production : Bobo Film
- Pays de production :  Italie
- Langue originale : italien
- Format : couleurs - 2,35:1 - 35 mm
- Durée : 85 minutes
- Genre : Drame, thriller et giallo
- Dates de sortie :
  - Italie : 28 septembre 1973

## Distribution
- Mino Reitano : Andrea Rispoli
- Ewa Aulin : Anna Anderssen
- Philippe Leroy : Philippe, l'homme riche qui s'ennuie
- Eva Czemerys : la femme de Philippe
- Luciano Catenacci : Spyros
- Franco Fantasia : le complice de Spyros
- Franco Ressel : le médecin
- Nello Pazzafini : Nello
- Dante Maggio : Giovanni
- Anna Maria Pescatori : l'enchanteresse
- Giancarlo Del Duca : un ami de Philippe
- Irio Fantini :
- Leo Brandi
- Giuseppe Barcella
- Luigi Antonio Guerra